# Nahija
Une nahija (en arabe : ناحية ; en turc : nahiye) était une subdivision administrative de l'Empire ottoman. Il existe aujourd'hui des nahijas en Syrie, en Jordanie et en Irak.
Sous l'Empire ottoman, la nahija constituait la plus petite entité administrative ; elle regroupait plusieurs villages, localités ou villes. Les nahijas étaient englobées dans un kadiluk.